# Scandalo Facebook-Cambridge Analytica
Lo scandalo dei dati Facebook-Cambridge Analytica è stato uno dei maggiori scandali politici avvenuti all'inizio del 2018, quando fu rivelato che Cambridge Analytica aveva raccolto i dati personali di 87 milioni di account Facebook senza il loro consenso e li aveva usati per scopi di propaganda politica. È stato definito come un momento di spartiacque nella comprensione pubblica del valore dei dati personali e di conseguenza, provocando un forte calo del prezzo delle azioni di Facebook, si è chiesto una regolamentazione più rigorosa sull'uso dei dati personali da parte delle aziende tecnologiche.
La raccolta illecita di dati personali da parte di Cambridge Analytica è stata segnalata per la prima volta nel dicembre 2015 da Harry Davies, giornalista di The Guardian. Ha riferito che Cambridge Analytica stava lavorando per il senatore degli Stati Uniti Ted Cruz utilizzando i dati raccolti da milioni di account Facebook senza il consenso dei rispettivi utenti. Facebook ha rifiutato di commentare la storia in quanto sosteneva di stare già indagando. Ulteriori rapporti sono stati aggiunti nella pubblicazione svizzera Das Magazin di Hannes Grasseger e Mikael Krogerus (dicembre 2016), (successivamente tradotto e pubblicato da Vice), Carole Cadwalladr in The Guardian (a partire da febbraio 2017) e Mattathias Schwartz in The Intercept (marzo 2017). Facebook ha rifiutato di commentare le affermazioni di tutti gli articoli pubblicati.
Lo scandalo scoppiò a marzo 2018 a causa delle rivelazioni di un whistleblower, un ex dipendente della Cambridge Analytica, Christopher Wylie. Era stato una fonte anonima per un articolo nel 2017 per The Observer di Cadwalladr, intitolato "The Great British Brexit Robbery". Questo articolo divenne virale ma non fu ritenuto credibile da molti, suscitando tra l'altro il responso scettico del New York Times. La Cadwalladr ha lavorato con Wylie per un anno nel tentativo di convincerlo a farsi avanti in veste di informatore. In seguito ha portato Channel 4 News nel Regno Unito e nel New York Times a causa delle minacce legali contro The Guardian e The Observer di Cambridge Analytica.
Le tre organizzazioni giornalistiche pubblicarono i loro articoli in contemporanea il 17 marzo 2018, causando grande clamore e sconvolgendo l'opinione pubblica. Oltre 100 miliardi di dollari sono stati eliminati dalla capitalizzazione di Facebook, e in pochi giorni i politici americani e inglesi hanno chiesto spiegazioni al CEO di Facebook Mark Zuckerberg. Lo scandalo, alla fine, lo ha portato ad accettare di testimoniare davanti al Congresso degli Stati Uniti.
L'evento fu significativo in quanto accese i riflettori sugli standard etici dei social media, delle organizzazioni per la consulenza politica, e degli stessi politici. I sostenitori dei consumatori hanno chiesto una maggiore protezione degli utenti online e in materia di diritto alla privacy, oltre a limitare la disinformazione e la propaganda.

## Il processo
Aleksandr Kogan, un data scientist dell'Università di Cambridge, sviluppò un'app chiamata "This Is Your Digital Life" (a volte abbreviata in " thisisyourdigitallife "). Ha successivamente fornito l'app a Cambridge Analytica,  la quale a sua volta ha organizzato un processo di consenso informato per la ricerca in cui diverse centinaia di migliaia di utenti di Facebook avrebbero accettato di completare un sondaggio solo per uso accademico.  Tuttavia, il design di Facebook ha permesso a questa app non solo di raccogliere le informazioni personali delle persone che hanno accettato di partecipare al sondaggio, ma anche le informazioni personali di tutte le persone nel social network Facebook di quegli utenti.  In questo modo Cambridge Analytica ha acquisito dati da milioni di utenti di Facebook.

## Caratteristiche dei dati
The Observer e The New York Times hanno riportato che l'insieme dei dati raccolti includeva informazioni riguardanti circa 50 milioni di utenti. Facebook ha poi confermato di possedere i dati di oltre 87 milioni di utenti, 70.6 dei quali residenti negli Stati Uniti. Facebook ha stimato che la California è stata la zona più colpita di tutti gli Stati Uniti, con oltre 6.7 milioni di utenti "vittima", seguita dal Texas, con 5.6 milioni di utenti, e dalla Florida, con 4.3 milioni di utenti. Mentre Cambridge Analytica sostiene di aver raccolto dati soltanto da 30 milioni di utenti, Facebook stima che il numero effettivo si aggiri attorno agli 87 milioni di profili.
Facebook ha mandato un messaggio a tutti coloro che sospettavano di essere stati affetti, sostenendo che le informazioni includevano dettagli del tipo "profilo pubblico, pagine piaciute, compleanno e città attuale". Alcuni degli utenti hanno permesso all'app di accedere al News Feed, alla timeline e anche ai messaggi. I dati erano, per Cambridge Analytica, abbastanza accurati da poter creare dei profili psicologici dei possessori dei dati. Per una data campagna politica, i dati erano abbastanza dettagliati da poter creare dei profili ai quali suggerire che tipo di pubblicità sarebbe stato più pertinente al fine di persuadere una particolare persona, in una particolare posizione, per qualche evento politico.

## Copertura giornalistica
Nel dicembre 2015, The Guardian ha riportato che Cambridge Analytica aveva utilizzato i dati a favore di Ted Cruz. Cambridge Analyitica ha anche contribuito la campagna del Presidente Donald Trump.
Il 17 marzo 2018, The Observer ("la sorella" di The Guardian, pubblicato su theguardian.com) a The New York Times hanno rotto il silenzio sulla vicenda. The Observer ha lavorato con Christopher Wylie, uno dei primi dipendenti di Cambridge Analytica, per più di un anno prima di riportare le informazioni al The New York Times, negli Stati Uniti. Lo stesso giornale ha riportato che nel marzo del 2018, i dati erano ancora disponibili online.
Alcuni, come Meghan McCain, hanno associato l'utilizzo dei dati da parte di Cambridge Analytica e la campagna del 2012 di Barack Obama, la quale, secondo l'Investor's Business Daily, "nel 2012 ha incoraggiato i sostenitori a scaricare un'applicazione Facebook di Obama la quale, una volta attivata, permette alla campagna di memorizzare dati degli utenti e dei rispettivi amici." PolitiFact (un'organizzazione che si occupa di confermare le voci e i fatti), ha definito la vicenda come una "Mezza-Verità" in quanto "Nel caso di Obama, gli utenti erano consapevoli che i loro dati sarebbero stati utilizzati nella campagna politica" mentre con Cambridge Analytica gli utenti pensavano di partecipare a dei testi di personalità per scopi accademici. Inoltre, nel caso della campagna di Obama, i dati venivano usati "per avere i contatti degli amici dei sostenitori, Cambridge Analytica targettizzava utenti, amici e simili in maniera diretta, con della pubblicità digitale."

## Utilizzo dei dati
Varie organizzazioni politiche hanno utilizzato queste informazioni ottenute dalla violazione dei dati per provare ad influenzare l'opinione pubblica. Eventi politici per i quali Cambridge Analytica è stata pagata per utilizzare le informazioni provenienti dalla violazione includono:
- Le campagne elettorali dei politici americani Donald Trump e Ted Cruz
- Il caso Brexit del 2016
- le elezioni del Messico del 2018

Inoltre durante alcune intercettazioni si è parlato di un partito politico italiano che avrebbe contattato la società per una consulenza elettorale, senza specificare se il contatto poi abbia avuto un seguito.

## Responso
Il CEO di Facebook Mark Zuckerberg si è dapprima scusato per la situazione con Cambridge Analytica sulla CNN, definendolo come "un problema", "un errore" e una "mancanza di fiducia"; effettivamente, lo stesso Zuckerberg ha ricordato loro dell'esistenza del Diritto di accesso ai dati personali. Altre personalità all'interno di Facebook hanno dimostrato riluttanza nel definire la questione come una "violazione dei dati", sostenendo che coloro che hanno partecipato ai test di personalità avevano acconsentito al trattamento dei loro dati personali. Zuckerberg si è poi impegnato nel modificare e riformare la policy di Facebook al fine di prevenire eventi simili in futuro. Ad aprile si è deciso di implementare il Regolamento generale Per La Protezione Dei Dati (GDPR) in tutte le aree, e non più soltanto nella zona europea.
Amazon sostiene di aver sospeso l'utilizzo del loro Amazon Web Services nei confronti di Cambridge Analytica nel momento in cui è stato reso noto che il loro servizio stava raccogliendo informazioni personali. La banca italiana UniCredit ha smesso di pubblicizzarsi e fare marketing su Facebook.
Il governo di India e Brasile ha chiesto che Cambridge Analytica rendesse noto come utilizzasse i dati ottenuti nelle campagne politiche, e vari governi regionali statunitensi hanno numerose cause nel loro sistema di corte da parte dei cittadini vittime dell'evento.
Il 25 aprile 2018, Facebook ha rilasciato i primi report riguardanti i profitti dal momento in cui è emerso lo scandalo. Le entrate dell'azienda erano diminuite nell'ultimo semestre, anche se l'andamento era piuttosto normale in quanto ci si trovava in periodo festivo.
Ad inizio luglio 2018, la commissione del Regno Unito ha annunciato di essere intenzionata a multare Facebook per una somma pari a £500,000 (€546.173) a causa dello scandalo, la cifra massima consentita all'epoca della violazione, sostenendo che Facebook "ha contravvenuto la legge non salvaguardando le informazioni dei propri utenti."
Nel marzo del 2019, la corte statunitense Procuratore generale per il distretto di Columbia ha sostenuto che Facebook era già a conoscenza dell'"utilizzo improprio dei dati" portato avanti da Cambridge Analytica mesi prima che la storia venisse messa sotto i riflettori nel dicembre del 2015.
Nel luglio 2019, la Federal Trade Commission ha stabilito di multare Facebook per una cifra pari a $5 miliardi di dollari (€4 miliardi e mezzo circa) per sistemare la situazione riguardante lo scandalo.
Nonostante la gravità delle accuse, non vi sono state conseguenze penali, solamente sanzioni civili.

## Testimonianza al Congresso
Durante la sua testimonianza al Congresso il 10 aprile 2018, Mark Zuckerberg si è assunto la responsabilità dell'errore definendolo come "personale", e sostenendo anche di non aver fatto abbastanza per prevenire una situazione del genere. Durante la testimonianza, il CEO di Facebook si è pubblicamente scusato per la violazione dei dati: "È stato un mio errore, e ne sono dispiaciuto. Io ho creato Facebook, io lo mando avanti, e sono io il responsabile di ciò che accade."
Zuckerberg dichiara che nel 2013 il ricercatore Aleksandr Kogan, dall'Università di Cambridge, abbia creato un'app riguardante dei quiz di personalità scaricata da 330 000 persone. L'applicazione era in grado di recuperare informazioni da Facebook, incluse quelle degli amici. Fu solo nel 2015 che Zuckerberg venne a sapere che le informazioni degli utenti erano state condivise da Kogan con Cambridge Analytica. A quest'ultima fu chiesto poi di cancellare tutte le informazioni in loro possesso. Solo in seguito, grazie al The Guardian, al The New York Times e a Channel 4, venne fuori che i dati non erano mai stati eliminati.

## Avvenimenti successivi
Secondo l'Associated Press, una compagnia di proprietà dei fondatori di Cambridge Analytica, Data Propria, stava lavorando alla campagna di rielezione del 2020 del Presidente Donald Trump.

## Filmografia
Netflix ha realizzato un film documentario sulla vicenda, intitolato The Great Hack - Privacy violata, pubblicato il 24 luglio 2019.